# Рощин, Михаил Юрьевич
Михаи́л Ю́рьевич Ро́щин (14 сентября 1952, Москва — 16 апреля 2021, Москва) — советский и российский учёный, исламовед, историк-арабист, кавказовед. Кандидат исторических наук, профессор. В сферу научных интересов входили: исламоведение, арабистика, история Ближнего Востока, религиозные и этнические проблемы Северного Кавказа, Поволжья и Центральной Азии, проблемы сравнительного религиоведения. Изучал суфиев, старообрядцев, квакеров и др.

## Биография
Родился 14 сентября 1952 года в Москве. В 1974 году окончил Институт стран Азии и Африки при МГУ по специальности «история арабских стран». После окончания института два года работал военным переводчиком в Ираке. По возвращении из Ирака поступил в аспирантуру Института востоковедения АН СССР. С августа 1979 по март 1980 года Рощин вместе с А. Малашенко работал переводчиком-консультантом в экспедиции Института физики Земли АН СССР в Ливии.
В 1981 году защитил под руководством Роберта Ланды диссертацию в Институте востоковедения на присуждение ученой степени кандидата исторических наук. Тема диссертации «Роль традиционных и современных факторов в формировании социальной ориентации арабской молодежи в 1950—70-е гг. (на примере Ливана, Сирии, Ирака, Египта и Палестины)».
С 1980 по 1988 год работал в Отделе арабских стран ИВ АН СССР. С 1988 по 2009 год — старший научный сотрудник Отдела сравнительно-теоретических исследований ИВ РАН. В 1990-х годах Рощин начинает заниматься этнорелигиозной проблематикой, преимущественно на Северном Кавказе. С 2003 по 2017 год — профессор арабской истории, географии и литературы на кафедре Истории и географии Московского государственного лингвистического университета. С 2009 года работал старшим научным сотрудником Отдела (с 2010 г. — Центра) изучения Центральной Азии, Кавказа и Урало-Поволжья.
Рощин был одним из его инициаторов и главных исполнителей междисциплинарного институтского проекта Т. Ф. Сиверцевой «Портрет восточного села» (1991—1997). Проводил и участвовал в многочисленных полевых экспедициях на Кавказе и странах Центральной Азии. В 1992 году руководил экспедициями в горные селения Дагестана. Был ответственным редактором и соавтор коллективной монографии «Дагестан: село Хуштада» (1995).
С 2001 года Рощин был автором множества небольших статей по арабистике и исламоведению в Большой российской энциклопедии и Православной энциклопедии. Участвовал в таких научных проектах, как: «Этничность, политика и международный ислам: изучение международного суфийского ордена»; «Энциклопедия религий в России» Института Кестон (Оксфорд, Великобритания); «Власть и общество на Северном Кавказе» Отделения историко-филологических наук РАН и др.
В начале 1980-х годов увлёкся старообрядчеством и даже крестился вместе с женой в старообрядческой церкви. В 1990-х годах написал цикл работ о старообрядцах. В 1990-е — 2000-е году ещё одним научным «полем» и частью жизни Рощина были квакеры. Он ездил на международные квакерские собрания, участвовал в целом ряде их общественных и научных проектов, отправлял своих детей в квакерские лагеря и т. д.
С конца перестройки много занимался общественной деятельностью. В 1991—1992 годах был депутатом Севастопольского райисполкома Москвы. В конце первой чеченской компании интервьюировал Шамиля Басаева в Чечне. В 1997 году отправился в Грозный наблюдателем за выборами президента Чечни. В 1999 году объявил голодовку в знак протеста против начала второй чеченской компании. С весны 2014 года начал ежегодно ездить в Донбасс. В сентябре 2020 года отправился в разгар 44-дневной войны в Нагорный Карабах, где под бомбёжками провёл три недели.
Скончался от сердечного приступа 16 апреля 2021 года в Москве.

## Публикации
на русском языке
- Халиф ал-Хаким и установление теократии в фатимидском Египте // Народы Азии и Африки, 1978, № 5.
- Становление студенческого движения в Ираке (1945—1958)//История и экономика стран Ближнего Востока и Северной Африки. М. : Восточная литература, 1981.
- Социальные проблемы системы образования в Ливане // Актуальные проблемы идеологии и культуры стран Ближнего Востока. М. : Восточная литература, 1982.
- Востоковедные учреждения в арабских странах // Востоковедные центры зарубежных стран. М. : Восточная литература, 1984.
- След исламского фундаментализма на Северном Кавказе // Фундаментализм. М. : «Крафт+», 2003.
- Али Каяев — мусульманский просветитель и реформатор ислама // Расы и народы, № 31, 2005. М. : Наука, 2006.
- Религиозные практики современного суфизма в Дагестане // Религиозные практики в современной России. М. : Новое издательство, 2006.
- Ислам в Чечне // Ислам в Европе и в России. М. : «Издательский дом Марджани», 2009.
- К истории ислама в Дагестане // Восточный социум и религия. М. : Институт востоковедения РАН, 2009.

на иностранных языках
- Old Belief and Work // Religion, State and Society (Oxford), vol. 23, no. 3, 1995.
- Legislating Religion Daghestan War Report // Bulletin of the Institute for War and Peace Reporting.(London), November 1997.
- In the Wake of War. (Religious Situation in Nagorno-Karabakh Republic) // Frontier (Oxford), November-December 1996.
- Clarification on Archbishop Andrei (Prince Ukhtomsky) and his brother, Academician Alexei Ukhtomsky.From the KGB archives // Frontier (Oxford), October-December 1994.
- The Mothers, March of Compassion in Chechnya // Chechnya in My Heart. A special issue in English of the Journal 'Karta' (Ryazan), no.16,1997.
- Dagestan and the War Next Door // Perspective Vol.XI no.1.pp.4-9 Institute for the Study of Conflict, Ideology and Policy at Boston University
- Dagestan: un enigma dei tempi postsovietici. E possibile un’ulteriore destabilizzazione? // La Russia e i conflitti nel Caucaso. Torino, Fondazione Giovanni Agnelli, 2000, p.115-133.
- Rhetoric Clouds ‘War on Terrorism’ // Perspective Vol. XII. No. .2. pp.7-9 Institute for the Study of Conflict, Ideology and Policy at Boston University
- Sufism & Fundamentalism in Dagestan & Chechnya // CEMOTI, No. 38, 2004, p.61-72.
- L’Islam au Daghestan : entre radicalisme et pluralisme // La Revue Nouvelle (Bruxelles), No. 8, aout 2007[3].